# 奈呉の浦大橋
奈呉の浦大橋（なごのうらおおはし）は、富山県射水市（旧・新湊市）の奈呉ノ浦に架かる新湊漁港東西連絡道の橋梁。

## 橋データ
- 左岸 - 富山県射水市港町
- 右岸 - 富山県射水市放生津町
- 形式 - 鋼橋、PC橋[2]
- 橋長 - 275 m[3]（鋼橋205m、PC橋70m）[2]
- 幅員 - 鋼幅部13.3m、PC橋部8.7m[2]
- 総工費 - 約33億円[4]

## 概要
新湊漁港の東西を連絡する湾岸道路橋として1987年に着工し、1993年（平成5年）4月に完成、同年5月18日に開通した。橋は波、曳山のパネル、新湊市ゆかりの万葉集、カモメなどで修飾され、周辺の景観との調和が図られている。
橋の名称は、万葉の時代から大伴家持の歌にも数多く読まれた『奈呉の海』からとられた。